# Joaquín Lavín
Joaquín Lavín, nome completo Joaquín José Lavín Infante (Santiago del Cile, 23 ottobre 1953), è un economista, ingegnere e politico cileno.

## Biografia
Militante dell'Unione Democratica Indipendente, facente parte della coalizione di destra Alleanza per il Cile, è stato consulente economico della giunta militare del generale Augusto Pinochet. Con il ritorno alla democrazia, Joaquín Lavín si è opposto ai governi di centrosinistra ed è stato eletto sindaco di Las Condes, un sobborgo di Santiago del Cile, alle elezioni comunali del 1996. Divenuto uno dei leader più popolari del paese ha deciso di presentarsi alle elezioni presidenziali del 1999 ma è stato sconfitto, anche se di misura, dal candidato di centrosinistra ossia il socialista Ricardo Lagos.
Nel 2000 si è candidato a sindaco di Santiago Centro ottenendo una grande percentuale e sconfiggendo Marta Larraechea, moglie dell'ex presidente Eduardo Frei Ruiz-Tagle. Alle elezioni presidenziali del 2005 si è presentato alla competizione elettorale ma questa volta non come candidato di tutta l'Alleanza per il Cile, ma solo per il suo partito mentre Rinnovamento Nazionale ha presentato l'imprenditore Sebastián Piñera. Lavín è stato sconfitto al primo turno e al ballottaggio ha appoggiato il candidato di RN.
Lavín è stato sconfitto nella corsa al Senato durante le elezioni del dicembre 2009, ma il 10 febbraio 2010 il presidente eletto Sebastián Piñera lo ha nominato ministro dell'Educazione. Nel luglio 2011 Piñera ha sostituito Lavín al Ministero dell'Educazione con Felipe Bulnes, in conseguenza delle proteste studentesche. È tornato sindaco di Las Condes dal 2016 al 2021.